# Gehad Hamdy
Gehad Hamdy   (Egipte, 1995) és una dentista i activista contra l'assetjament sexual egípcia.
Va percebre que calia un espai on les dones se sentissin segures per poder denunciar l'assetjament sexual. Per això va fundar Speak Up el 2020, una empresa feminista que es dedica a assenyalar els agressors de violència de gènere, assetjament sexual i violadors a través de les xarxes socials. Hamdy visibilitza aquestes violències denunciant el paper que hi juga el cinema, encoratja les dones a parlar de l'assetjament i els dona suport legal i emocional. El lema de la iniciativa és "Les dones donen suport a les dones" (Girls Support Girls) i l'empresa en un any va aconseguir 250.000 seguidors a Facebook i més de 97.000 a Instagram. L'empresa va rebre un premi per defensar la igualtat i la no discriminació el 2022 de Global Justice Forum.
Va ser finalista del premi del Fòrum d'emprenedoria i innovació a l'empoderament de les dones (Women Empowerment Award d'Àfrica Women Innovation & Entrepreneurship Forum) del 2021. El 2022 va ser finalista del premi internacional humanitari de Women4Africa i també fou inclosa en la llista de les 100 dones més inspiradores de la BBC.